# Бициклизам на Летњим олимпијским играма 2008 — хронометар за жене
Трка на хронометар за жене на бициклистичким такмичењима на Летњим олимпијским играма 2008. у Пекингу одржана је 13. августа. 
Стаза је била дугачка 23,5 км. Учествовало је 25 такмичарки из 17 земаља 
Победница трке је била Кристин Армстронг која је стазу прешла испод 35 минута, оставивши друголасирану Еме Пули за 24,29 секунди. Армстронгова је просечно визила 40,445 km/h.

## Земље учеснице
| - Аустралија (1) - Аустрија (1) - Канада (1) - Кина (2) - Данска (1) - Француска (2) - Холандија (2) |  | - Холандија (2) - Италија (1) - Казахстан (1) - Литванија (1) - Немачка (2) - Русија (1) |  | - Сједињене Америчке Државе (2) - Швајцарска (2) - Шпанија (1) - Шведска (2) - Уједињено Краљевство (2) |

## Победнице
| Злато:                                        | Сребро:                         | Бронза:                  |
| Кристин Армстронг · Сједињене Америчке Државе | Ема Пули · Уједињено Краљевство | Карин Тириг · Швајцарска |

## Резултати
Такмичарке су стартовале у размаку од 2 минута
| Плас. | Такмичарка                                  | Време    | Заостатак |
| ----- | ------------------------------------------- | -------- | --------- |
|       | Кристин Армстронг Сједињене Америчке Државе | 34:51,72 |           |
|       | Ема Пули Уједињено Краљевство               | 35:16,01 | +24,29    |
|       | Карин Тириг Швајцарска                      | 35:50,99 | + 59,27   |
| 4     | Жани Лонго Кипрели Француска                | 35:52,62 | +1:00,90  |
| 5     | Кристин Торберн Сједињене Америчке Државе   | 35:54,16 | + 2:59,87 |
| 6     | Јудит Арнт Немачка                          | 35:59,77 | +1:08,05  |
| 7     | Кристијана Зедер Аустрија                   | 36:20,75 | +1:29,03  |
| 8     | Приска Допман Швајцарска                    | 36:27,79 | +1:36,07  |
| 9     | Зулфија Забирова Казахстан                  | 36:29,47 | +1:37,75  |
| 10    | Susanne Ljungskog Шведска                   | 36:33,50 | + 1:41,78 |
| 11    | Ханка Купфернагел Немачка                   | 36:35,05 | +1:43,33  |
| 12    | Татијана Гудерцо Италија                    | 36:37,97 | +1:46,25  |
| 13    | Линда Вилумсен Данска                       | 36:50,62 | +1:58,90  |
| 14    | Маријана Вос Холандија                      | 36:58,67 | + 2:06,95 |
| 15    | Никол Кук Уједињено Краљевство              | 37:14,25 | + 2:22,53 |
| 16    | Наталија Бојарска Русија                    | 37:14,65 | +2:22,93  |
| 17    | Gao Min Кина                                | 37:15,23 | +2:23,51  |
| 18    | Mirjam Melchers-van Poppel Холандија        | 37:51,59 | + 2:59,87 |
| 19    | Marta Vilajosana Шпанија                    | 37:54,99 | + 3:03,27 |
| 20    | Марилин Салвета Француска                   | 38:09,72 | +3:18,00  |
| 21    | Ема Јохансон Шведска                        | 38:28,83 | +3:37,11  |
| 22    | Oenone Wood Аустралија                      | 38:53,45 | + 4:01,73 |
| 23    | Едита Пучинскајте Литванија                 | 38:55,37 | 4:03,65   |
| 24    | Александра Врублески Канада                 | 39:15,42 | +4:23,70  |
| 25    | Meng Lang Кина                              | 40:51,61 | +5:59,89  |